# Ge Chen Zhang
Ge Chen Zhang (romanización de 張震, o también Jason Gechen Zhang romanizado de 傑森合襯張) ( 1969) es un profesor, y botánico chino, que ha trabajado extensamente en el "Instituto de Botánica", de la Academia China de las Ciencias; especialista en la taxonomía de la familia Balsaminaceae.
Ha publicado, entre otras, en Bulletin of Botanical Research, Harbin, Acta Phytotaxonomica Sinica.
- La abreviatura «G.C.Zhang» se emplea para indicar a Ge Chen Zhang como autoridad en la descripción y clasificación científica de los vegetales.[3]